# Judas Christ
Judas Christ – album szwedzkiej grupy muzycznej Tiamat, wydany został w 2002 roku nakładem wytwórni muzycznej Century Media Records. Płyta dotarła do 52. miejsca szwedzkiej listy sprzedaży Sverigetopplistan. Z kolei w Niemczech wydawnictwo uplasowało się na 28. miejscu listy Media Control Charts. W ramach promocji do utworu „Vote For Love” został zrealizowany teledysk. Nagrania zostały zarejestrowane w Puk Studio, Medley Studio i Sun Studio. Z kolei miksowanie odbyło się w Sun Studio i Mox Studio.

## Lista utworów
Opracowano na podstawie materiału źródłowego.
1. „The Return of the Son of Nothing” (sł. Edlund, muz. Edlund) – 4:59
2. „So Much for Suicide” (sł. Edlund, muz. Edlund) – 4:23
3. „Vote for Love” (sł. Edlund, muz. Edlund) – 4:49
4. „The Truth’s for Sale” (sł. Edlund, muz. Edlund) – 4:40
5. „Fireflower” (sł. Edlund, muz. Edlund, Sköld) – 3:47
6. „Sumer by Night” (muz. Edlund, Iwers, Petersson) – 2:37
7. „Love Is as Good as Soma” (sł. Edlund, muz. Edlund) – 6:42
8. „Angel Holograms” (sł. Edlund, muz. Edlund) – 3:38
9. „Spine” ft. David Mortimer-Hawkins, Peter Tägtgren (sł. Edlund, muz. Edlund, Iwers, Nissen) – 4:05
10. „I Am in Love With Myself” (sł. Edlund, muz. Edlund) – 4:22
11. „Heaven of High” (sł. Edlund, muz. Edlund) – 3:52
12. „Too Far Gone” (sł. Edlund, muz. Edlund, Iwers) – 4:49
13. Sixshooter (limited edition bonus track) (sł. Edlund, muz. Edlund) – 4:10
14. However You Look At It You Loose (limited edition bonus track) (sł. Edlund, muz. Edlund) – 4:50

## Wydania
| Rok  | Nr katalogowy | Format | Wytwórnia płytowa     | Region            | Źródło |
| ---- | ------------- | ------ | --------------------- | ----------------- | ------ |
| 2002 | 77380-8       | CD     | Century Media Records | Niemcy            | [ 7 ]  |
| 2002 | 77380-0       | BOX    | Century Media Records | Niemcy            | [ 7 ]  |
| 2002 | 77380-2       | CD     | Century Media Records | Europa            | [ 7 ]  |
| 2002 | 8080-2        | CD     | Century Media Records | Stany Zjednoczone | [ 7 ]  |
| 2004 | FO426CD       | CD     | Фоно                  | Rosja             | [ 7 ]  |